# 潘濂
潘濂（1918年3月8日—1991年1月4日，英文名Poon Lim），BEM，歸化美籍的中國水手。

## 生平
出生于海南島。
SS Benlomond (1922)曾独自一人在海上漂流133天（1942年11月23日--1943年4月6日）获救生还，二战后移民美国。
被英国国王乔治六世授予帝国勋章，有“中国的鲁宾逊”之称。